# Sonnino
Sonnino is een gemeente in de Italiaanse provincie Latina (regio Latium) en telt 7070 inwoners (31-12-2004). De oppervlakte bedraagt 63,8 km², de bevolkingsdichtheid is 100 inwoners per km².
De volgende frazioni maken deel uit van de gemeente: Capocroce, Cerreto, Frasso, La Sassa, Sonnino Scalo.

## Demografie
Sonnino telt ongeveer 2705 huishoudens. Het aantal inwoners steeg in de periode 1991-2001 met 1,3% volgens cijfers uit de tienjaarlijkse volkstellingen van ISTAT.
| Jaar | Inwoneraantal |
| ---- | ------------- |
| 1991 | 6953          |
| 2001 | 7043          |

## Geografie
De gemeente ligt op ongeveer 430 m boven zeeniveau.
Sonnino grenst aan de volgende gemeenten: Amaseno (FR), Monte San Biagio, Pontinia, Priverno, Roccasecca dei Volsci, Terracina.

## Geboren
- Alessandro Altobelli (1955), voetballer